# Sergio Canales
Sergio Canales Madrazo (* 16. února 1991 Santander) je španělský profesionální fotbalista, který hraje na pozici ofensivního záložníka za mexický klub CF Monterrey a za španělský národní tým.

## Klubová kariéra
Profesionální kariéru zahájil v klubu Racing Santander. Na začátku lednu 2010 se jako teprve 18letý vměstnal do základní jedenáctky a dvěma góly rozhodl o ligovém vítězství na půdě Sevilly 2:1.
V červenci 2010 přestoupil do Realu Madrid. V sezóně 2010/11 vyhrál s Realem Copa del Rey.
V první sezóně ale minutáž nepřesáhla 600 minut, odešel tak hostovat na dva roky do Valencie.

## Reprezentační kariéra
Sergio Canales působil v mládežnických reprezentacích Španělska.
Se španělskou reprezentací do 20 let se zúčastnil Mistrovství světa hráčů do 20 let 2011 v Kolumbii, kde byl jeho tým vyřazen ve čtvrtfinále Brazílií v penaltovém rozstřelu.
S týmem do 21 let vyhrál Mistrovství Evropy hráčů do 21 let 2013 v Izraeli, kde mladí Španělé porazili ve finále Itálii 4:2.